# Čchen Wej
Čchen Wej (čínsky 陈卫, *21. února 1969, Suej-ning) je čínský disident a aktivista za lidská práva. V prosinci 2011 byl odsouzen k devíti letům vězení za podněcování k podvratné činnosti. Je čestným členem Nezávislého čínského centra PEN klubu.

## Životopis

### Mládí a první zatčení
Čchen se narodil 21. února 1969 v Suej-ning v S’-čchuanu. Studoval strojní inženýrství na Pekingském technologickém institutu. V roce 1989 byl jedním ze studentských vůdců protestů na náměstí Nebeského klidu. Za to byl zatčen a uvězněn ve věznici Čchin-čcheng a propuštěn v lednu 1991. V květnu 1992 byl Čchen znovu zatčen za připomínání protestů na náměstí Nebeského klidu a organizování politické strany. Byl odsouzen k pěti letům vězení.
Čchen byl signatářem Charty 08, manifestu požadujícího právo na svobodné sdružování a ukončení vlády jedné strany.

### Uvěznění v roce 2011
Ráno 20. února 2011 se Chen dostavil na policejní pozvání na čaj, ale nevrátil se. Úřad veřejné bezpečnosti města Suej-ning vydal 21. února večer dokument, v němž se uvádí, že byl trestně zadržen za „podněcování k podvracení státní moci“. Policisté a strážníci později prohledali jeho dům, zabavili počítač, dva pevné disky a USB disk a poté ho zadrželi ve vazební věznici města Suej-ning.
Čínští ochránci lidských práv 17. prosince 2011 informovali, že Čchenův případ byl koncem listopadu 2011 předán městskému střednímu lidovému soudu v Suej-ningu. Úřady se údajně pokusily zabránit Čchenově manželce, aby si najala právníka Lianga Siao-ťüna. Liangovi bylo nakonec dovoleno setkat se s Čchenem pouze jednou, zatímco jeho další právník Čeng Ťien-wej ho před soudem viděl pouze dvakrát. Čchen svému právníkovi řekl, že neporušil zákon a že pouze využíval práva na vyjádření svého názoru, které všem čínským občanům zaručuje čínská ústava. Čchenovu právníkovi bylo sděleno, že soud se bude konat do jednoho týdne.
Dne 23. prosince 2011 odsoudil Městský lidový soud v Su-iningu Čchena k devíti letům vězení poté, co byl odsouzen za „podněcování k podvratné činnosti“ kvůli čtyřem esejům, které napsal a zveřejnil na internetu. Eseje měly být v rozporu s článkem 105 čínského trestního zákoníku.
Velvyslanec Evropské unie v Pekingu Markus Ederer uvedl, že EU je „hluboce znepokojena“ Čchenovým rozsudkem a dodal, že EU „podporuje politickou diskusi spíše než používání trestního práva jako prostředku k řešení rozdílných politických názorů.“ Amnesty International jej prohlásila za vězně svědomí a vyzvala k jeho okamžitému propuštění. Human Rights Watch zatčení odsoudila jako součást nejtvrdšího zásahu proti aktivistům v Číně za posledních deset let a vyzvala mezinárodní společenství k okamžité reakci.